# Каратал (Біржан-сала район)
Карата́л (каз. Қаратал) — село у складі району Біржан-сала Акмолинської області Казахстану. Входить до складу Макинського сільського округу.
Населення — 141 особа (2021; 109 у 2009, 194 у 1999, 210 у 1989).
Національний склад станом на 1989 рік:
- казахи — 100 %.